# Isles-lès-Villenoy
Isles-lès-Villenoy – miejscowość i gmina we Francji, w regionie Île-de-France, w departamencie Sekwana i Marna.
Według danych na rok 1990 gminę zamieszkiwało 416 osób, a gęstość zaludnienia wynosiła 60 osób/km² (wśród 1287 gmin regionu Île-de-France Isles-lès-Villenoy plasuje się na 854. miejscu pod względem liczby ludności, natomiast pod względem powierzchni na miejscu 555.).